# Not Just a Girl (The Highlights)
Not Just a Girl (The Highlights) é uma coletânea da cantora canadense Shania Twain. Foi lançada digitalmente pela primeira vez em 26 de julho de 2022, antes de receber um lançamento em CD físico em 2 de setembro de 2022. O lançamento digital coincide com o documentário da Netflix sobre a carreira musical de Twain, Not Just a Girl. O álbum contém uma nova faixa, a faixa-título, e 17 singles lançados anteriormente dos cinco álbuns de estúdio de Twain.

## Alinhamento de faixas
Todas as faixas são escritas por Shania Twain e Robert John "Mutt" Lange, exceto onde indicado.
| N.º | Título                                                     | Álbum original         | Duração |  |
| 1.  | "Not Just a Girl (Twain, Mark Ralph, Wayne Hector)"        | Queen of Me (2023)     |         |  |
| 2.  | "You're Still the One"                                     | Come On Over (1997)    |         |  |
| 3.  | "Man! I Feel Like a Woman!"                                | Come On Over           |         |  |
| 4.  | "What Made You Say That (Tony Haselden, Stan Munsey, Jr.)" | Shania Twain (1993)    |         |  |
| 5.  | "(If You're Not in It for Love) I'm Outta Here!"           | The Woman in Me (1995) |         |  |
| 6.  | "Whose Bed Have Your Boots Been Under?"                    | The Woman in Me        |         |  |
| 7.  | "Any Man of Mine"                                          | The Woman in Me        |         |  |
| 8.  | "You Win My Love (Lange)"                                  | The Woman in Me        |         |  |
| 9.  | "Don't Be Stupid (You Know I Love You)"                    | Come On Over           |         |  |
| 10. | "I'm Holdin' On to Love (To Save My Life)"                 | Come On Over           |         |  |
| 11. | "From This Moment On"                                      | Come On Over           |         |  |
| 12. | "Love Gets Me Every Time"                                  | Come On Over           |         |  |
| 13. | "That Don't Impress Me Much"                               | Come On Over           |         |  |
| 14. | "Forever and for Always"                                   | Up! (2002)             |         |  |
| 15. | "Honey, I'm Home"                                          | Come On Over           |         |  |
| 16. | "I'm Gonna Getcha Good!"                                   | Up!                    |         |  |
| 17. | "Up!"                                                      | Up!                    |         |  |
| 18. | "Life's About to Get Good (Twain)"                         | Now (2017)             |         |  |

## Desempenho nas tabelas musicais

### Tabelas semanais
| Tabela musical (2022)                    | Melhor posição |
| ---------------------------------------- | -------------- |
| Austrália (Country Albums - ARIA Charts) | 8              |
| Canadá (Canadian Albums Chart)           | 49             |
| Nova Zelândia (RMNZ)                     | 34             |

| Tabela musical (2022)                    | Melhor posição |
| ---------------------------------------- | -------------- |
| Austrália (Country Albums - ARIA Charts) | 24             |

## Histórico de lançamento
| Região | Data                  | Formato                    | Gravadora         | Ref.         |
| ------ | --------------------- | -------------------------- | ----------------- | ------------ |
| Várias | 26 de julho de 2022   | Download digital streaming | Mercury Nashville | [ 9 ] [ 10 ] |
| Várias | 2 de setembro de 2022 | CD                         | Mercury Nashville | [ 11 ]       |